# Делони, Дженни

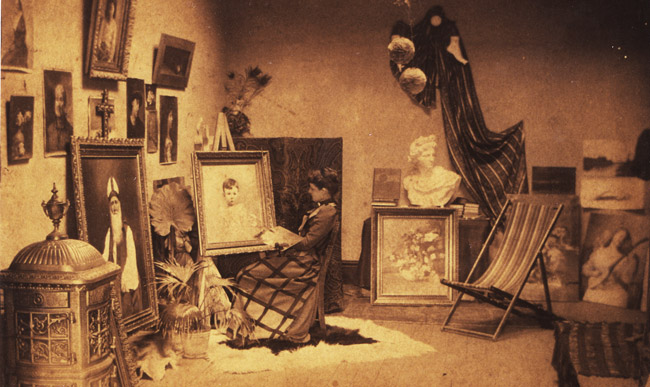
Студия Делони в Литл-Роке

Дженни Делони (англ. Jenny Eakin Delony, также известная как Jenny Eakin Delony Rice и Jenny Meyrowitz; 1866—1949) — американская художница, педагог и общественный деятель. Специализировалась на написании известных исторических деятелей США, но также создавала пейзажи, натюрморты и жанровые картины. Была основателем художественного образования в Арканзасе. Являлась членом организаций United Daughters of the Confederacy и Daughters of the American Revolution.

## Биография
Родилась 13 мая 1866 года в городе Вашингтон, штат Арканзас, в семье юриста Alchyny Turner Delony и его жены Elizabeth Pearson Delony.
Училась в Female Institution в Стонтоне, Виргиния, где получила золотую медаль в области музыки и искусства. Свою профессиональную учёбу начала в Академии художеств Цинциннати, проучившись там с 1886 по 1888 годы. Затем продолжила обучение в Париже в Академии Жулиана и Académie Delécluse, а также брала частные уроки в мастерской художника Paul-Louis Delance.
С 1892 по 1893 годы училась в Сент-Луисской школе искусств (англ. St. Louis School of Art), затем до 1895 года в Венеции, у итальянского живописца Stefano Novo. В 1896 году она обучалась в школе изящных искусств в Париже (фр. École des Beaux-Arts) — это был первый год, когда для обучения в ней были допущены женщины. В этом же году она стала одной из первых женщин, изучавшей анатомию в École de Médecine в Париже. Вернувшись в США, Делони некоторое время училась у американского художника Уильяма Чейза, будучи его личным секретарем в Shinnecock на Лонг-Айленде с 1891 по 1902 годы. Она создала в Литл-Роке собственную студию и в течение 1880-х и 1890-х годов писала портреты многих знатных особ.
Дженни Делони была членом American Artists Professional League, National Association of Women Artists и National Arts Club. Была одним из первых женщин-членов Национальной академии дизайна и первых женщин на ней выставлявшихся. Её работы выставлялись также в Филадельфии, Бостоне и Нью-Йорке: в Женском художественном клубе Нью-Йорка и New York Water Color Club. Она представляла США на различных выставках: World Cotton Centennial Exposition (Нью-Орлеан, 1884), State Exposition (Литл-Рок, 1887), Cotton States and International Exposition (Атланта, 1895) и на Всемирной выставке 1893 года в Чикаго. Стала лауреатом многих премий.
Кроме изобразительной деятельности, Делони занималась и педагогической — преподавала живопись в Виргинии: в Virginia Female Institute в городе Роанок (1893—1894) и в Norfolk College for Young Ladies в Норфолке (1894—1896). С 1897 по 1899 годы она была первым арт-директором университета University of Arkansas в городе Фейетвилл. Также занималась общественной деятельностью, выступая за активное избирательное право женщин. В 1900 году переехала в Нью-Йорк, где открыла художественную студию. В июне 1904 года представляла американских женщин в качестве экспонента в рамках International Council of Women в Берлине, Германия.
К 1935 году художница отдалилась от нью-йоркской художественной жизни и вернулась в Литл-рок, где жила в доме своих родителей с сестрой Дейзи. Умерла 1 апреля 1949 года в Литл-Роке, штат Арканзас. Похоронена на городском кладбище Oakland Cemetery.

### Семья
10 декабря 1891 года она вышла замуж за Nathaniel J. Rice из города Денвер, штат Колорадо, который умер в 1893 году. Вторым её мужем с 19 ноября 1910 года был Paul A. Meyrowitz из города Чикаго, штат Иллинойс; они стали жить раздельно в 1920-х годах.

Некоторые работы
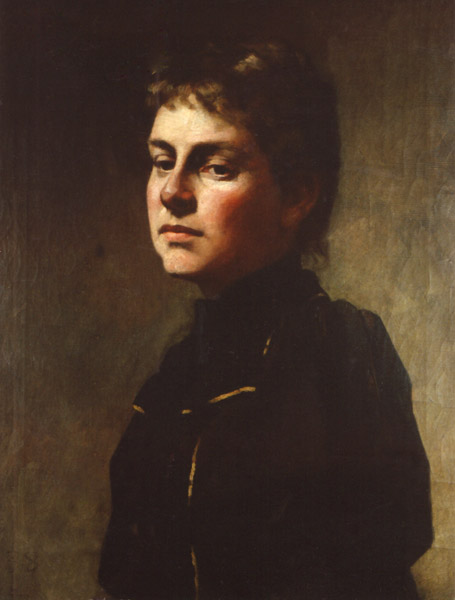
Self-portrait
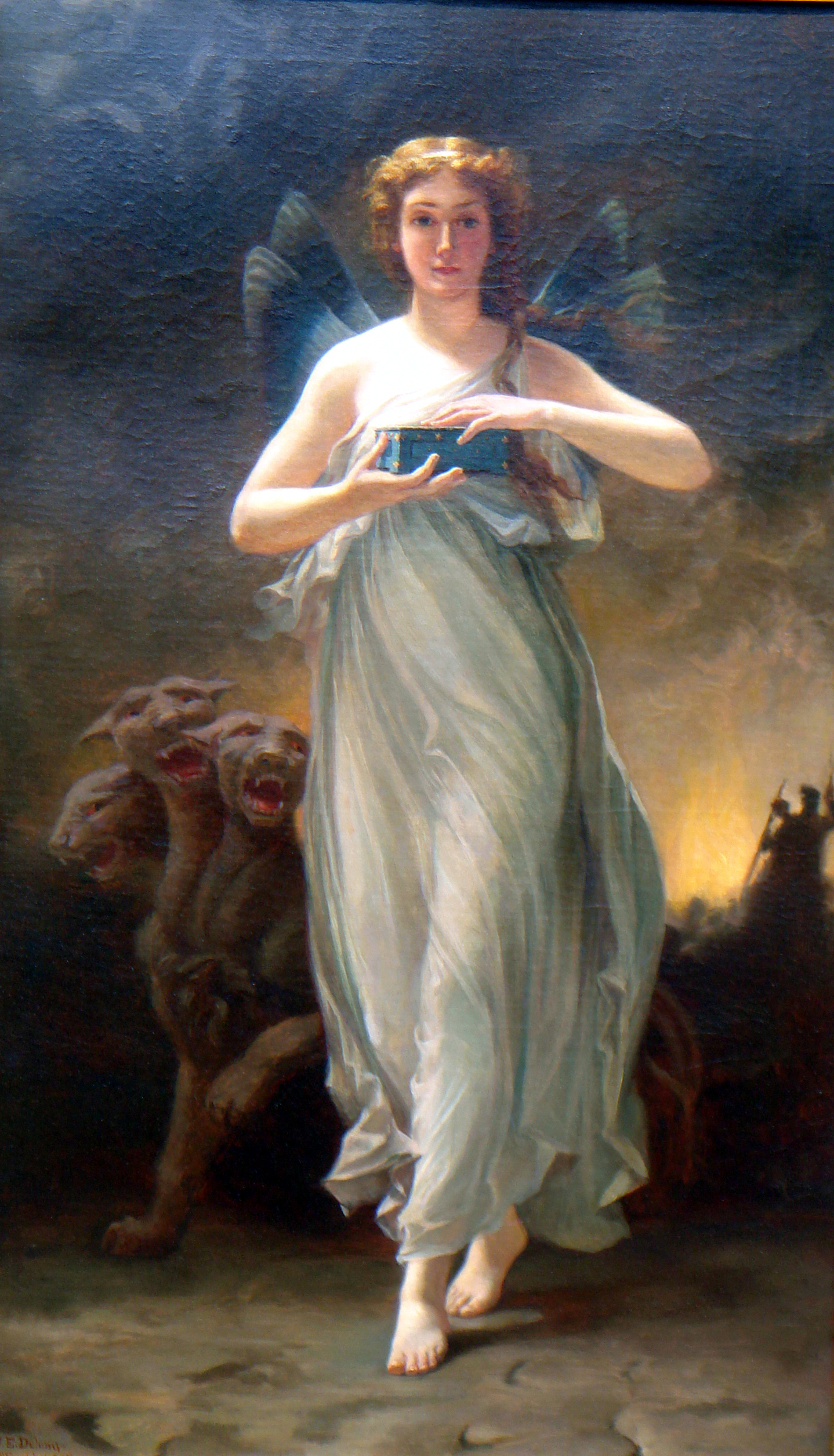
Psycle after Curzon
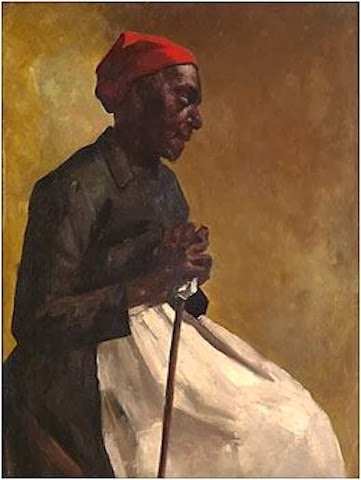
Arkansas Made